# Pierre Fitzgibbon
Pierre Fitzgibbon, né le 10 novembre 1954 à Montréal, est un homme d'affaires et homme politique québécois.
Il est le ministre de l'Économie, de l'Innovation et de l'Énergie et le ministre responsable du Développement économique régional de 2018 à 2024. De 2018 à 2024, il représente la circonscription de Terrebonne à l'Assemblée nationale du Québec sous la bannière de la Coalition avenir Québec.

## Biographie
Pierre Fitzgibbon naît le 10 novembre 1954 à Montréal dans le quartier Ahuntsic d'un père commerçant, propriétaire de trois merceries, et d'une mère infirmière. Ses deux sœurs sont également infirmières.

### Études
Il étudie à l'École des hautes études commerciales de Montréal où il obtient un baccalauréat en administration des affaires. Il passe l’examen de l’Ordre des comptables professionnels agréés du Québec en 1978, et détient un certificat en gestion générale de la Harvard Business School.

### Carrière professionnelle
Il occupe des postes en finance, en développement d’entreprise et en développement des affaires chez Télésystème Mobiles International, Chase Capital Partners Hong Kong, Domtar, Tapis Peerless et PricewaterhouseCoopers.
De 2002 à 2007, il travaille pendant cinq ans pour le Groupe Banque Nationale où il occupe les postes de vice-président du conseil de Financière Banque Nationale et de vice-président principal, Service des finances, de la technologie et des affaires d’entreprise chez Banque Nationale du Canada.
De 2007 à 2014, il est président et chef de la direction d’Atrium Innovations, une entreprise spécialisée dans le développement, la fabrication et la commercialisation de produits de santé nutritionnelle,.
Depuis 2015, il est associé directeur de Partenaires Walter Capital, une société de placements privée basée à Montréal.
Le 15 février 2018, Héroux-Devtek, un important fabricant international de produits aérospatiaux, nomme Pierre Fitzgibbon à titre d’administrateur de leur société.

### Carrière politique
Le 22 août 2018, il est choisi par la Coalition avenir Québec comme candidat dans la circonscription de Terrebonne aux élections générales québécoises de 2018. Le 1er octobre 2018, il est élu député à l'Assemblée nationale du Québec avec plus de 5 500 voix de majorité.
Le 18 octobre 2018, il est nommé ministre de l’Économie et de l’Innovation du Québec par François Legault. Il est également nommé ministre responsable de la région de Lanaudière, poste qu'il occupe jusqu'au 20 août 2020.
Pierre Fitzgibbon est réélu lors des élections du 3 octobre 2022. Le 18 octobre suivant, il se voit décerner ses responsabilités dans le nouveau conseil des ministres du gouvernement Legault, soit ministre de l’Économie, de l’Innovation et de l’Énergie, ministre responsable du Développement économique régional et ministre responsable de la Métropole et de la région de Montréal.
Le 4 septembre 2024, Pierre Fitzgibbon annonce sa démission comme ministre et député de la circonscription de Terrebonne, effective le lendemain,,. Il invoque une perte de motivation. Son départ s'est produit alors que le projet de l'usine de batteries Northvolt Six, d'une valeur de 7 milliards de dollars, faisait l'objet de critiques concernant le manque de transparence, les risques financiers, et les retards potentiels. Bien que Pierre Fitzgibbon ait mentionné des raisons personnelles, ces défis ont marqué la fin de son mandat, laissant place à des interrogations sur la gestion du projet.

### Controverses diverses
Le 2 juin 2021, à la suite d'un quatrième rapport de la commissaire à l'éthique et à la déontologie, il quitte son poste de ministre de l’Économie et de l’Innovation du Québec.
Le 1er septembre 2021, il regagne son poste de ministre de l’Économie et de l’Innovation en plus de devenir ministre responsable du Développement économique régional, à la suite de la vente de ses actions dans Immervision et White Star Capital, actions qui le plaçaient en contravention du code d’éthique des élus de l'Assemblée nationale du Québec.
Le 8 décembre 2022, Pierre Fitzgibbon se défend en mêlée de presse quant à sa participation à une partie de chasse aux faisans sur l'île privée de la Province avec des hommes d'affaires bénéficiant de subventions publiques. Il s'agit de la sixième enquête le concernant depuis son élection en 2018.
En septembre 2024, Pierre Fitzgibbon est au cœur d'une controverse liée à la vente de terrains pour le projet Northvolt Six. La transaction a suscité des critiques sur le manque de transparence du gouvernement, qui a injecté 710 millions de fonds publics dans ce projet de 7 milliards de dollars. Les opposants dénoncent les risques financiers et les conditions favorables offertes à Northvolt, estimant que l'investissement public reste incertain et mal expliqué aux contribuables québécois.

### Vie après la politique
Pierre Fitzgibbon devient conseiller spécial au sein du cabinet Osler, Hoskin & Harcourt en novembre 2024 puis, le mois suivant, membre du comité consultatif du programme Volt-Age de l'Université Concordia. Il redevient membre du conseil d'administration d'Arianne Phosphate en 2025.

## Résultats électoraux
|                                                                                               | Nom                         | Parti              | Nombre de voix | %      | Maj.   |
| --------------------------------------------------------------------------------------------- | --------------------------- | ------------------ | -------------- | ------ | ------ |
|                                                                                               | Pierre Fitzgibbon (sortant) | Coalition avenir   | 20 911         | 49,4 % | 12 925 |
|                                                                                               | Geneviève Couture           | Parti québécois    | 7 986          | 18,9 % | -      |
|                                                                                               | Nadia Poirier               | Québec solidaire   | 5 352          | 12,7 % | -      |
|                                                                                               | Lindsay Jean                | Libéral            | 4 301          | 10,2 % | -      |
|                                                                                               | Daniela Andreeva            | Conservateur       | 3 357          | 7,9 %  | -      |
|                                                                                               | Nazar Tarpinian             | Vert               | 308            | 0,7 %  | -      |
|                                                                                               | Marie-France Meloche        | Démocratie directe | 80             | 0,2 %  | -      |
| Total                                                                                         | Total                       | Total              | 42 295         | 100 %  |        |
| Le taux de participation lors de l'élection était de 71,2 % et 549 bulletins ont été rejetés. |                             |                    |                |        |        |

|                                                                                               | Nom                        | Parti               | Nombre de voix | %      | Maj.  |
| --------------------------------------------------------------------------------------------- | -------------------------- | ------------------- | -------------- | ------ | ----- |
|                                                                                               | Pierre Fitzgibbon          | Coalition avenir    | 17 638         | 43 %   | 5 532 |
|                                                                                               | Mathieu Traversy (sortant) | Parti québécois     | 12 106         | 29,5 % | -     |
|                                                                                               | Anne B-Godbout             | Québec solidaire    | 5 279          | 12,9 % | -     |
|                                                                                               | Margaux Selam              | Libéral             | 4 976          | 12,1 % | -     |
|                                                                                               | Carole Dubois              | Vert                | 522            | 1,3 %  | -     |
|                                                                                               | Jules Néron                | Conservateur        | 287            | 0,7 %  | -     |
|                                                                                               | Mathieu Goyette            | Citoyens au pouvoir | 244            | 0,6 %  | -     |
| Total                                                                                         | Total                      | Total               | 41 052         | 100 %  |       |
| Le taux de participation lors de l'élection était de 72,3 % et 741 bulletins ont été rejetés. |                            |                     |                |        |       |